# Olivia Rouamba
Pour les articles homonymes, voir Rouamba.
Olivia Rouamba est une diplomate et femme politique burkinabè. Ancienne ambassadrice du Burkina Faso en Éthiopie (2022), elle fut ministre des Affaires étrangères de mars 2022 à décembre 2023 dans les gouvernements des putschistes Paul Henri Damiba et Ibrahim Traoré. Après une continuité diplomatique sous la présidence de Damiba, son action au ministère fut marquée par une rupture diplomatique avec la France et un rapprochement avec la Russie sous la présidence de Traoré.

## Biographie

### Carrière diplomatique
Olivia Ragnaghnewendé Rouamba commence sa carrière au sein du Ministère burkinabè du Tourisme dans les années 2000, avant de se tourner rapidement vers la diplomatie en rejoignant le Ministère des Affaires étrangères.
En 2007, elle part travailler à Vienne (Autriche) au sein de l'Organisation des Nations unies pour le développement industriel (ONUDI), où elle est chargée de s'occuper des pays de l'Union du fleuve Mano. Elle devient ensuite conseillère à l'ambassade du Burkina Faso en Afrique du Sud, avant de rejoindre le bureau de la présidente de l'Union africaine à Addis-Abeba (Éthiopie).
En 2021, elle est nommée ambassadrice du Burkina Faso en Éthiopie par le président Roch Marc Christian Kaboré, ainsi que représentante permanente auprès de l’Union africaine et de la Commission économique pour l'Afrique (CEA). Elle prend ses fonctions d'ambassadrice le 5 janvier 2022, après avoir présenté ses lettres de créance à la présidente éthiopienne Sahle-Work Zewde. Elle ne reste cependant que quelques mois à ce poste, étant nommée au gouvernement burkinabè en mars 2022.

### Ministre des Affaires étrangères

#### Présidence Damiba
Après le coup d’État de janvier 2022 au Burkina Faso, sur suggestion de l'ancien ministre Djibrill Bassolé, le putschiste Paul Henri Damiba nomme Olivia Rouamba au poste de ministre des Affaires étrangères, de la Coopération régionale et des Burkinabé de l’extérieur le 5 mars 2022 au sein de son gouvernement de transition. Elle est alors l'une des six femmes à entrer dans ce nouveau gouvernement. Elle prend officiellement ses fonctions le 11 mars, aux côtés de son ministre délégué, Karamoko Jean-Marie Traoré, et annonce vouloir mettre en place une « diplomatie de sécurité ».
Elle arrive alors dans un contexte international tendu, le Burkina Faso ayant été suspendu de la Communauté économique des États de l'Afrique de l'Ouest (Cédéao) en raison de son coup d’État. Durant la présidence de Damiba, l'action d'Olivia Rouamba au ministère reste néanmoins dans la continuité des gouvernements précédents. Elle arrive ainsi à maintenir des relations diplomatiques apaisées avec les pays voisins du Burkina, ainsi qu'avec ses partenaires internationaux.

#### Présidence Traoré
Après un nouveau coup d’État en septembre 2022, Olivia Rouamba fait partie des rares ministres à conserver son poste au sein du gouvernement Tambèla instauré par le putschiste Ibrahim Traoré, qui avait apprécié son travail dans le précédent gouvernement . 

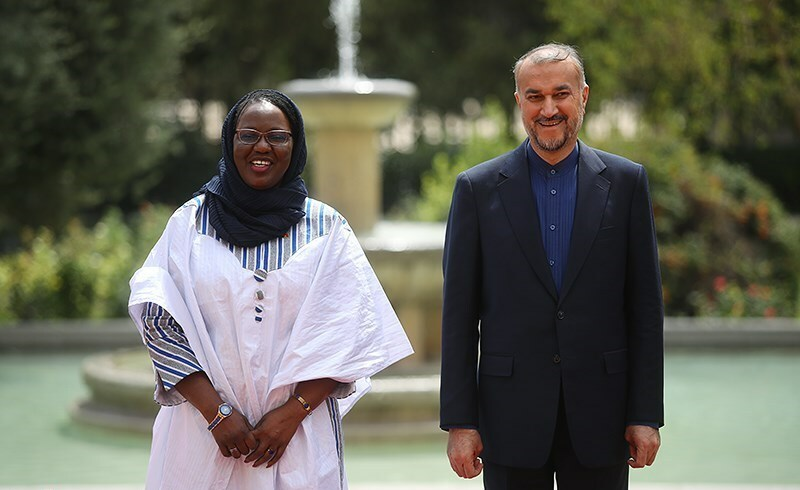
Olivia Rouamba (à gauche) avec le ministre iranien des Affaires étrangères, Hossein Amir Abdollahian, en septembre 2023.

Sous cette nouvelle présidence, son action au ministère est marquée par une rupture diplomatique avec la France. Le 18 janvier 2023, elle co-signe un document demandant officiellement le retrait des troupes françaises présentes au Burkina dans le cadre de l'opération Sabre, et dénonce les accords militaires liant les deux pays. Elle entame en parallèle un rapprochement du Burkina avec de nouveaux partenaires internationaux, dont la Corée du Nord, le Venezuela, la Turquie, l'Iran, mais surtout la Russie,. Elle collabore ainsi avec les autorités russes pour négocier la construction d'une centrale nucléaire au Burkina.
Personnage important du gouvernement Tambèla, son action diplomatique est cependant critiquée par certains observateurs burkinabè, qui estiment que l'hostilité du régime envers la France ou son rapprochement avec des acteurs régionaux, tels le Mali, desservent la lutte du pays contre le terrorisme.
En décembre 2023, à la suite d'un nouveau remaniement, son limogeage du gouvernement Tambèla est annoncé alors qu'elle est en pleine mission diplomatique en Serbie,. Aucune raison officielle n'est alors donnée pour ce changement. Son départ provoque la surprise au sein de la société civile et des observateurs politiques,. Elle est remplacée le 19 décembre par son vice-ministre, Karamoko Jean-Marie Traoré. Lors de la passation de pouvoir, elle se félicite de son action au ministère, citant notamment ses négociations avec la Cédéao pour éviter des sanctions économiques au Burkina ou encore la création de l'Alliance des États du Sahel.

## Vie personnelle
Olivia Rouamba est protestante. Elle fréquente l’église du pasteur Emmanuel Sawadogo, comme plusieurs membres du gouvernement Tambèla, dont le Premier ministre lui-même, Apollinaire Joachim Kyélem de Tambèla.
Elle est proche d'Alizéta Bonkoungou, fille du patron du groupe Ebomaf, le milliardaire Mahamadou Bonkoungou. Ce dernier lui a d'ailleurs prêté son jet privé pour la ramener d'urgence à Ouagadougou pendant le putsch de septembre 2022.

## Distinctions
- Officier de l'ordre de l'Étalon (2022)[13]